# El tic tic tac
El tic tic tac è un album del duo musicale italiano Los Locos, pubblicato dall'etichetta discografica New Music e distribuito dalla EMI nel 1996.
L'album è prodotto e arrangiato dagli stessi componenti del duo, ovvero Roberto Boribello e Paolo Franchetto, che firmano anche 5 dei 17 brani complessivi.

## Tracce
1. Tic tic tac
2. El venao
3. Erinca
4. Obladi Oblada
5. When I Kissed You
6. Roby - Rob's Boriqua Anthem
7. Fiesta latina
8. Maria Isabel
9. Ritmo loco
10. E - O - Tchan
11. Cachete pechito y ombligo
12. El proximo ano
13. Megamix
Tic tic tac
Macarena
Porompompero
El tiburon
Vamos a la fiesta